# Discovery Bay Coastal Park
Discovery Bay Coastal Park är en park i Australien. Den ligger i kommunen Glenelg och delstaten Victoria, omkring 330 kilometer väster om delstatshuvudstaden Melbourne. Discovery Bay Coastal Park ligger 10 meter över havet.
Trakten är glest befolkad. 
Genomsnittlig årsnederbörd är 1 019 millimeter. Den regnigaste månaden är juni, med i genomsnitt 164 mm nederbörd, och den torraste är februari, med 28 mm nederbörd.